# Orthophytum graomogolense
Orthophytum graomogolense là một loài thực vật có hoa trong họ Bromeliaceae. Loài này được Leme & C.C.Paula mô tả khoa học đầu tiên năm 2008.